# جبی
جُبّی یا گبان از شهرهای ایران در ناحیهٔ خوزستان بود. این شهر در در دروانِ پیش از اسلام، گبان نامیده می‌شد. این شهر به احتمال زیاد، به دلیلِ وقوعِ سیلاب در قرنِ پنجم هجری، از میان رفته‌است. جبی در زمانِ اوجِ رونقِ خود، ۲۷۰ هکتار وسعت داشته، شهری سرسبز و دارایِ معماریِ کوچه باغی بوده‌است.

## مکان
این شهر که در کاوش‌های باستان‌شناسی در سال ۱۳۸۷ از زیر خاک بیرون آمد، در منطقه دارخوین بین شهرهای خرمشهر و شادگان امروزی قرار داشته است. 

## ویژگی‌ها
این شهر در زمان رونق خود بیش از ۲۷۰ هکتار وسعت داشته و اسناد و شواهد باقی مانده نشان می دهد شهری با صفا و سرسبز با معماری کوچه باغی بوده است.

## مردم
مردم این شهر به زبان فارسی سخن میگفته‌اند. شهر جبی محل زندگی و کار دو دانشمند برجسته و مطرح جریان فکری معتزله که نسبت پدر و پسری داشته اند به نامهای ابوعلی و ابوهاشم جبایی بوده است.